# Petrogale purpureicollis
Petrogale purpureicollis is een zoogdier uit de familie van de kangoeroes (Macropodidae). De wetenschappelijke naam van de soort werd voor het eerst geldig gepubliceerd door Albert Sherbourne Le Souef in 1924.

## Uiterlijke kenmerken
De bovenkant van het lichaam is grijsbruin, de onderkant zandbruin. De schouders zijn wat grijsachtig. Het deel van de kop achter de ogen en onder de oren is roodachtig van kleur. Over de wangen loopt een lichte streep; daarboven is het donkerbruin. Over de bovenkant van het hoofd en de nek loopt een donkere streep. Achter de armen zit een donkere vlek. De voeten zijn donkerbruin. De staart is bruin met een zwarte punt. De kop-romplengte bedraagt 500 tot 610 mm, de staartlengte 450 tot 600 mm en het gewicht 4700 tot 7000 g.

## Verspreiding
De soort komt voor in het noordwesten van Queensland, tussen Kajabbi, de Selwyn Range, Dajarra en Mount Isa. Daar leeft deze soort in rotsachtige gebieden bedekt met gras. P. purpureicollis is 's nachts actief; de dag brengt hij door in rotsspleten en grotten. Net als andere rotskangoeroes eet deze soort planten, voornamelijk gras.